# Tishomingo megye
Tishomingo megye az Amerikai Egyesült Államokban, azon belül Mississippi államban található. Megyeszékhelye és legnagyobb városa Iuka. Lakosainak száma 18 850 fő (2020. április 1.).

## Szomszédos megyék
- Hardin megye (észak)
- Lauderdale megye (északkelet)
- Colbert megye (kelet)
- Franklin megye (délkelet)
- Itawamba megye (dél)
- Prentiss megye (délnyugat)
- Alcorn megye (északnyugat)

## Népesség
A megye népességének változása:
| Lakosok száma | 19 596 | 19 619 | 19 615 | 19 529 | 19 552 | 18 850 |
|               | 2010   | 2011   | 2012   | 2013   | 2015   | 2020   |